# Madonna col Bambino tra i santi Lorenzo e Agostino
La Madonna col Bambino tra i santi Lorenzo e Agostino è un dipinto a tempera su tavola (115x131 cm) di Paolo da Caylina il Vecchio, databile al 1460-1480 e conservato nella collegiata dei Santi Nazaro e Celso a Brescia, in sagrestia.

## Storia
Il dipinto, più precisamente un trittico, è stranamente assente da tutta la letteratura artistica antica, nonché dai numerosi inventari dei beni patrimoniali presenti nell'archivio della collegiata. La prima notizia sull'opera in ordine di tempo è il breve commento che ne fa Pietro Da Ponte nel catalogo della grande mostra sulla pittura bresciana avvenuta nel 1878 all'interno della Crociera di San Luca. Nel commento, il Da Ponte si dimostra dubbioso nell'assegnare le tre tavole alla scuola locale e ne attribuisce lo stile a quello di Bartolomeo Vivarini. Il critico segnala anche la presenza dello stemma della famiglia Averoldi accanto all'iscrizione della tavola centrale, stemma oggi scomparso.
Antonio Morassi, nel 1939, attribuisce il dipinto a Giovanni Pietro da Cemmo o a un artista a lui vicino, pubblicando anche una fotografia dell'opera: si nota come lo stemma visto dal Da Ponte sia già scomparso, mentre molti particolari del dipinto sono poco chiari o coperti da nuovi strati pittorici. Le tavole vengono finalmente restaurate negli anni successivi, portando alla luce i due simboli ai piedi dei santi, la centinatura delle tavole e la base del trono della Madonna. Lo stato dell'opera, però, non dovette risultare soddisfacente tanto che, negli anni '70, subisce un nuovo restauro, che porta il dipinto allo stato attuale.

## Descrizione
Il dipinto, diviso su tre tavole, raffigura san Lorenzo a sinistra, la Madonna con in grembo il Bambino Gesù al centro e sant'Agostino a destra. I due santi recano i tradizionali simboli legati alla loro iconografia: una graticola per san Lorenzo, unita alla palma del martirio, un pastorale e un libro per sant'Agostino. Al mondo dei calzolai e dei conciatori di pelli, dal quale come detto proviene la commissione dell'opera, sono legati la lesina e la lama raffigurati ai piedi dei due santi.
La Madonna centrale è raffigurata seduta su un ricco trono di carattere prevalentemente architettonico, alle cui spalle emergono due angeli che contornano la figura. Alla base del trono, la pavimentazione si ritrae per permettere lo sviluppo dell'iscrizione dedicatoria, divisa in due settori all'estremità inferiore della tavola.

## Stile
La prima attribuzione a Paolo da Caylina il Vecchio viene avanzata da Constance Jocelyn Foulkes e Rodolfo Maiocchi nella loro monografia del 1909 su Vincenzo Foppa, cognato del Caylina. I due studiosi segnalano l'opera nella quarta cappella a destra della chiesa della collegiata e ne attribuiscono la commissione alla gilda dei calzolai. Tale riferimento deriva dall'iscrizione riportata sulla tavola centrale, sotto il trono della Madonna, dove si legge: "Hoc. op.(v)s f(ecit). f(ieri). vnive(r)sitas et conve(n)t(vs) dicre.or [?] / artificvm. confertor(vm) caligarior(vm). civis et [?] / svb. maia. m. franc(iscvs). de fvmo nigro. z. fin... [?]". I confertor(vm) e i caligarior(vm) sono, effettivamente i conciatori di pelle e i calzolai. L'attribuzione a Paolo da Caylina il Vecchio troverà poi largo riscontro in tutta la critica successiva.
Dal punto di vista temporale, la critica artistica è nuovamente concorde a collocare l'opera tra il polittico di Mortara, prima opera firmata e datata 1458, e gli affreschi nella cappella della Vergine della chiesa di Santa Maria del Carmine a Brescia, firmati e datati 1486, cogliendo una particolare persistenza del gusto decorativo che va comunque evolvendo verso forme più piene. Ciò è dovuto, molto probabilmente, all'influenza che ebbe sul mondo artistico l'arrivo a Brescia del polittico di sant'Orsola di Antonio Vivarini che già dipingeva in questa direzione, opera verso la quale il Caylina si rivela orientato nella rotondità e nella dolcezza dei volti e in altri particolari del dipinto.